# Fremdkoerper
Fremdkoerper ist eine deutschsprachige Rockband aus dem Raum Finnentrop.

## Geschichte
Gegründet wurde die Band im Sommer 2003 von Simon, Paul und Stephan. Nach dem Beitritt des Sängers Radi im November des gleichen Jahres, benannte sie sich in Fremdkoerper um. 2004 erschienen die ersten Demoaufnahmen und im Herbst 2005 folgte der erste Auftritt. Nach den Veröffentlichungen Guten Morgen und Batschebie EP verließen Stephan und Qualle die Band. Nach einer kurzen Pause übernahm Radis Bruder Erik den Bass und Sascha das Schlagzeug. Im Jahr 2010 schied Paul an der Gitarre aus und wurde durch Ecky ersetzt. Mit dem Album Zwei ging die damalige Besetzung im Jahr 2012 auf Tour. Überregionale Bekanntheit erlangte die Band u. a. als Support für Sondaschule und KrawallBrüder, sowie mit Veranstaltungen im Ausland. Im Frühjahr 2016 ersetzte Bonny Gründungsmitglied Simon an der E-Gitarre. Nachdem Bonny aus persönlichen Gründen die Band im Jahr 2017 verlassen hatte, wechselte Sascha vom Schlagzeug an die E-Gitarre und Jonas, ein gemeinsamer Freund der Band, übernahm den Platz am Schlagzeug. In dieser Besetzung nahm die Band im Frühjahr 2018 ihr aktuelles Album Raus aus Melancholia auf, welches im Sommer 2018 veröffentlicht wurde.

## Stil und Konzept
Die Gruppe aus dem Sauerland spielt eine Mischung aus kräftigem Deutschpunk und Heavy Metal kombiniert mit kritischen Texten. Fremdkoerper wurde als Oi!-Punkband gegründet. Mit der individuellen Entwicklung der Musiker wurde auch der Musikstil der Gruppe farbenreicher. Die Lieder werden bandintern von allen Mitgliedern gemeinsam geschrieben und musikalisch umgesetzt. Der Name hatte ursprünglich eine rein klangliche Funktion, kann aber nach eigenen Angaben der Band auch gesellschaftlich interpretiert werden.

## Diskografie
- 2006: Guten Morgen
- 2008: Batschebie EP
- 2012: Zwei
- 2018: Raus aus Melancholia